# ابتسام ساديني
ابتسام ساديني (مواليد 9 فبراير 1998، تطوان) هي لاعبة كاراتي مغربية. في عام 2018، فازت بميدالية برونزية في مُسابقة وزن 61 كيلوغرام ضمن بطولة العالم للكاراتيه 2018 [الإنجليزية] التي أقيمت في مدريد عاصمة إسبانيا.

## مسيرتها الرياضية
تُوجت ابتسام ساديني سنة 2018 بالميدالية الفضية في البطولة الإفريقية لتلك السنة والتي أقيمت في رواندا.
في 2019، مثلت المغرب في دورة الألعاب الأفريقية وفازت بميدالية برونزية في مُسابقة الكوميتي وزن 61 كلغ. كما فازت بالميدالية الذهبية في مُسابقة وزن الكوميتي للمُنتخبات.
في 2019 أيضا، فازت بالميدالية البرونزية في البُطولة الإفريقية في بوتسوانا.
في 2020، فازت ابتسام بالميدالية الفضية في البُطولة الإفريقية التي أقيمت بالرباط.

## إنجازاتها
| السنة | المُنافسة                  | المدينة المُستضيفة | الترتيب       | الوزن           |
| ----- | ------------------------- | ----------------- | ------------- | --------------- |
| 2018  | بطولة العالم [الإنجليزية] | مدريد             | المركز الثالث | الكوميتي 61 كلغ |
| 2019  | البطولة الأفريقية         | غابورون           | المركز الثالث | الكوميتي 61 كلغ |
| 2019  | الألعاب الأفريقية ‏        | الرباط            | المركز الثالث | الكوميتي 61 كلغ |
| 2019  | الألعاب الأفريقية ‏        | الرباط            | المركز الأول  | منتخبات         |
| 2020  | البطولة الأفريقية         | الرباط            | المركز الثاني | الكوميتي 61 كلغ |